# 小行星9931
小行星9931（英語：9931 Herbhauptman）是一颗围绕太阳公转的小行星。1985年4月18日，安東寧·姆爾科斯在克列特发现了此天体。
这颗小行星的绝对星等为80.28545等。